# Huawei Mate 10
Huawei Mate 10, Huawei Mate 10 Pro e Huawei Mate 10 Lite sono Smartphone Android progettati e commercializzati da Huawei. Fanno parte della serie Mate, seguendo il Huawei Mate 9 e precedendo il Huawei Mate 20.

## Specifiche tecniche

### Hardware
Huawei Mate 10 e Huawei Mate 10 Pro montano entrambi un processore HiSilicon Kirin 970, una GPU Mali-G72 MP12 e sono dotati di intelligenza artificiale.
La versione base dello smartphone ha 4 GB di memoria RAM e 64 GB di ROM, che diventano rispettivamente 6 e 128 GB nel modello Pro. Anche il display adottato varia tra i due modelli: il primo ha un pannello da 5.9 pollici con risoluzione 1440 x 2560 pixel che occupa l'81,79% del corpo del telefono, il modello Pro, invece, ha un 6 pollici da 1080 x 2160 pixel, ricoprendo l'81.61% dello smartphone. Sia il fronte che il retro dei telefoni sono protetti dal Gorilla Glass 5, ma, nonostante la costruzione in vetro, non supportano la ricarica wireless.
Per quanto riguarda la fotocamera, il Mate 10 ha una lente da 20 megapixel f/1.6 stabilizzata otticamente, il Mate 10 Pro aggiunge una seconda lente da 12 megapixel. La camera frontale è da 8 megapixel in entrambi i modelli.
Entrambi i telefoni hanno una porta USB-C 3.1. Inoltre, il modello Pro ha certificazione IP67, contro la IP53 del Mate.

#### Huawei Mate 10 Lite
Insieme al Mate 10 ed il Mate 10 Pro, è stata presentata una variante Lite del dispositivo, il Huawei Mate 10 Lite.
Il processore è un Kirin 659, la GPU Mali-T830 MP2. Il display è un 5.9 pollici da 1080 x 2160 pixel e perde la protezione Gorilla Glass.
La memoria è da 4 GB e 64 GB, rispettivamente per RAM e ROM.
Le camere sono due, una principale da 16 megapixel, stabilizzata digitalmente, ed una secondaria da 2 megapixel. La lente frontale è da 13 megapixel.

### Software
Tutti i tre modelli dello smartphone hanno sistema operativo Android 8.0 Oreo con EMUI 8.0.